# Buffalo Bill

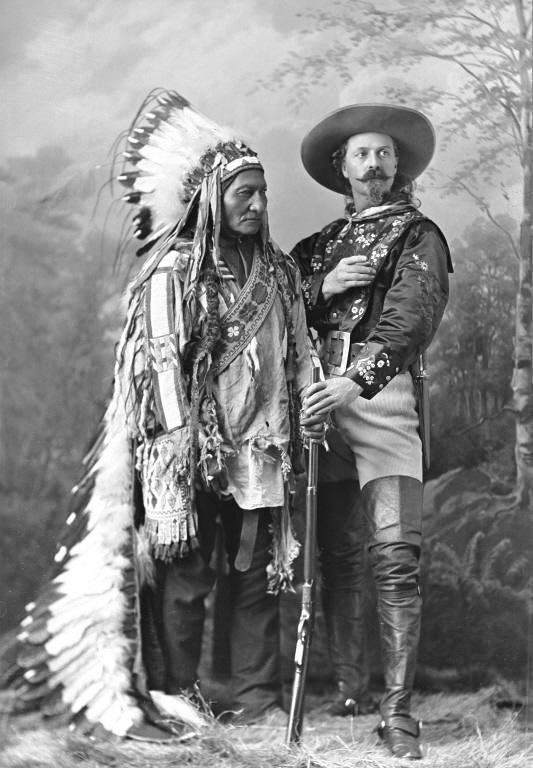
Sitting Bull och Buffalo Bill 1885

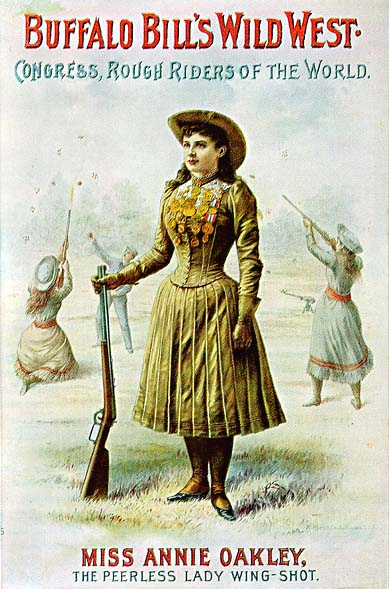
Annie Oakley på en affisch för Buffalo Bill's Wild West

Buffalo Bill, egentligen William Frederick Cody, född 26 februari 1846 nära Le Claire, Iowa, död 10 januari 1917 i Denver, Colorado, var en legendomspunnen amerikansk soldat, buffeljägare, spejare och artist. Vid en stor undersökning om vem som var världens mest kända person vid sekelskiftet 1900 kom Buffalo Bill på första plats, och drottning Victoria på andra. Under sina sista år kämpade han för indianernas rättigheter och kvinnornas likaberättigande i samhället.

## Arbeten före artistkarriären
Buffalo Bill skall som 12-årig ha medföljt som "extrapojke" i de proviantforor, som stödde William S. Harneys fälttåg mot mormonerna och dödade då i en skärmytsling sin första indian. Han arbetade därefter som Pony Express-ryttare. Under nordamerikanska inbördeskriget gjorde han som spion nordstaterna många tjänster. Samtidigt deltog han i straffexpeditioner mot kiowa- och comanchefolken i västra Kansas. Han hann med att arbeta med många olika sysselsättningar. En period var han s.k. trapper, det vill säga pälsjägare och jobbade som kusk på hästdiligens. Han fick sitt smeknamn på grund av att han i sitt arbete i samband med byggandet av Kansas Pacific Railway hade som uppgift att skaffa fram buffelkött åt arbetarna, då det uppges att han skall ha skjutit minst 4000 bisonoxar, "bufflar", på 18 månader. Vid denna tid debuterade han även som skådespelare och författare. Dessutom skrevs flera historier om honom av Ned Buntline och Prentiss Ingraham, två bekanta till Buffalo Bill. År 1872 erhöll han Amerikanska Hedersmedaljen, vilken återkallades postumt 1917 eftersom han erhållit den utan att vara militär, men återinsattes 1989. Under det stora siouxkriget 1876 tjänstgjorde Buffalo Bill som depeschryttare och skall då ha utkämpat en berömd envig med cheyennehövdingen Yellow Hand.
Utan tvivel har många av de biografiska uppgifterna om honom överdrivits, främst genom de fantastiska skildringar han själv författade i sina böcker.

## Buffalo Bill's Wild West
Det som kom att göra honom mest känd, inte bara i USA utan i hela världen var att han var en av de första som spred myten om vilda västern i sin Buffalo Bill's Wild West där såväl prickskytten Annie Oakley som hövdingen Sitting Bull uppträdde tillsammans med ett stort antal ursprungsamerikaner. Cody kallade dem tidigare fiender, numera vänner – amerikaner. Med sin show turnerade han både i USA och Europa.
När siouxfolkens Messiasrevolt utbröt 1890 fick Buffalo Bill order om att arrestera Sitting Bull. Ordern upphävdes dock och Sitting Bull dödades i samband med sin arrestering.

## Död och eftermäle
Buffalo Bill ligger begravd på toppen av Lookout Mountain, en plats nära Golden i Colorado. I Denver har man byggt upp ett museum om honom.

## Buffalo Bill på film
På film har han gestaltats av mer än 40 olika skådespelare, däribland William Fairbanks i Wyoming, Roy Rogers i Young Buffalo Bill, Charlton Heston i Ponnyexpressen, Louis Calhern i Annie Get Your Gun och Paul Newman i Buffalo Bill och indianerna.